# Anacroneuria quadriloba
Anacroneuria quadriloba är en bäcksländeart som beskrevs av Jewett 1958. Anacroneuria quadriloba ingår i släktet Anacroneuria och familjen jättebäcksländor. Inga underarter finns listade i Catalogue of Life.